# Yusuf Paixà Karamanli
Yusuf Paixà Karamanli fou governador otomà de la Regència de Trípoli. Era el tercer fill d'Ali I Paixà Karamanli.
El 1790 el seu germà gran Hasan Bey fou assassinat; el segon fill Ahmad II Paixà Karamanli fou nomenat al seu lloc i va rebre el comandament de l'exèrcit i el poder de facto, però els àrabs donaven suport a Yusuf, i van esclatar lluites pel poder. En aquesta situació els notables van demanar al sultà el nomenament d'un nou governador. Llavors Yusuf es va revoltar amb el suport dels Banu Nuwayr (1792) i es va proclamar governador; el juny de 1793 va iniciar el setge de Trípoli (1793). Però al cap de pocs dies va aparèixer Ali Burghul Pahsa Çezayrli, un alt funcionari otomà que havia estat expulsat d'Alger, que al·legava haver estat investit governador pel sultà, i que tenia el suport dels notables i els oficials militars i va ocupar la ciutat el 30 de juliol de 1793. Yusuf i el seu pare Ali van fugir a Tunísia.
El 1794 Ali Burghul Pahsa Çezayrli es va apoderar de l'illa de Gerba durant 58 dies. Llavors el bey husaynita de Tunísia, Hammuda Paixà, va donar suport als exiliats Karamanli per recuperar el poder. Iniciada la revolta el seu germà Ahmad van reconquerir Trípoli el 20 de gener de 1795 i Ali Burghul Pahsa Çezayrli va fugir a Egipte (febrer). Ali I va romandre a Tunis renunciant al govern a favor del seu fill amb el nom d'Ahmad II Pasha Karamanli. Aprofitant una absència d'aquest a Tadjura, Yusuf va retornar a Trípoli i es va proclamar governador l'11 de juny de 1795. Ahmad II va desistir i va marxar a Malta (febrer de 1796) i el pare Ali I va morir pel mateix temps, i Yusuf fou tot seguit reconegut pel sultà otomà (1797).
Va prendre dures mesures per restaurar i mantenir l'orde, va reforçar les fortificacions i va incrementar la flota. Durant l'expedició de Napoleó Bonaparte a Egipte no va voler trencar les relacions amb França con li exigia Anglaterra i el 1799 va negociar un tractat amb els francesos.
El 1800, Yusuf va reclamar un pagament de 225.000$ als Estats Units. El president Thomas Jefferson, va rebutjar la reclamació i el maig del 1801 va esclatar la guerra (no oficialment declarada) quan Yusuf va fer traslladar el pal de la bandera americana al consolat a Trípoli. Yusuf fou així el primer governant del món que va declarar la guerra als Estats Units d'ençà que eren independents. El 1803 la flota americana va bloquejar el port de Trípoli; les forces del paixà van ontenir un gran èxit al capturar el vaixell USS Philadelphia, a part d'altres èxits menors; els americans van recórrer al germà de Yusuf, Ahmad II, reclutat per l'oficial americà William Eaton, al que van portar a la Cirenaica, desembarcant a Derna. Finalment una mediació britànica va permetre la signatura d'un nou tractat el 10 de juny de 1805 i Ahmad es va retirar a Egipte.
El 1810 Ghadames fou incorporat a la província. Després de 1805 va esclatar diverses revoltes, que foren reprimides, sent les més importants les del seu net Mehmed el 1817 i el 1826 i la de Mehmed ibn Ali el 1826. El 1819 una flota francobritànica es va presentar a Trípoli i sota amenaça de bombardeig va fer alliberar els esclaus i presoners cristians. Del 1823 al 1826 va enviar a la seva flota a Morea per lluitar al costat dels otomans contra els rebels grecs. La represa de la corsa vers 1824 va provocar fortes reaccions del regne de Sardenya (1825) i de Dues Sicílies (1826).
El 1829 fou assassinat Laing, gendre del cònsol anglès Warrington, i el cònsol francès Rousseau va ser assenyalat com implicat; la situació es va salvar amb un nou tractat amb França (agost del 1830). El juliol de 1832 les fortes taxes imposades a la regió de Manshiya i Sahil va provocar una nova revolta del seu net Mehmed que va assetjar Trípoli. El 5 d'agost de 1832 Yusuf va abdicar en el seu fill Ali II Pasha Karamanli que tenia el suport dels francesos i de la regió de Cirenaica, mentre Mehmed tenia el suport dels britànics. Un enviat del sultà va intentar arranjar la pau entre els dos bàndols (1833) i finalment va retornar el 1834 amb el firman
 d'investidura d'Ali II que els rebels i Anglaterra no van reconèixer.
La Porta va comprendre que la influència francesa (els francesos havien ocupat Alger el 1830) no era convenient i el febrer de 1835 van enviar una flota sota la direcció de Mustafa Nadjib Pasha que va desembarcar a Trípoli i va fer llegir el firman imperial que el nomenava governador (27 de juny de 1835), decretant la destitució d'Ali i de Mehmed. Mehmed ibn Ali es va revoltar per segona vegada però fou derrotat. Mehmed es va suïcidar i el seu germà Ahmad es va refugiar a Malta. La resta de membres de la família foren deportats a Istanbul excepte Yusuf que per la seva edat va poder restar a Trípoli fins que va morir el 4 d'agost de 1838.